# Aqua fortis
El aqua fortis que significa "agua de la eterna juventud", por el Pseudo-Geber, un alquimista español anónimo que escribió bajo el nombre de Geber, publica varios libros que establecen la teoría largamente sostenida por sus colegas de que todos los metales estaban compuestos por varias proporciones de azufre y mercurio. Este alquimista fue uno de los primeros en describir el ácido nítrico, el agua regia y el aqua fortis.
- Datos: Q4782626